# Gyomaendrőd
Gyomaendrőd – miasto na Węgrzech, w Komitacie Békés, w powiecie Békés. Powstało w roku 1982 z połączenia miejscowości: Gyoma i Endrőd.

## Miasta partnerskie
- Pilzno